# Sivricek, Kurşunlu
Sivricek là một thị trấn thuộc huyện Kurşunlu, tỉnh Çankırı, Thổ Nhĩ Kỳ. Dân số thời điểm năm 2010 là 929 người.